# Martin Olofsson
Martin Olofsson, född 12 februari 1976, är en innebandyspelare från Örnsköldsvik i Sverige. Han har vunnit VM-guld fem gånger; 1996, 1998, 2000, 2002 och 2006.
Han var huvudtränare för Örnsköldsvik Innebandys damlag i Elitserien i innebandy för damer 2007/2008 och även coach för Sveriges damlandslag i innebandy 2007/2008.

## Meriter
- Vinnare av poängligan i herrarnas högsta serie (grundserien) Säsongen 1998/99,1999/00
- Utsedd till Årets Svenska spelare 1998/99, spelade då i Örnsköldsviks SK.
- Rekord i herrarnas högsta serie.
- Flest poäng av en spelare i en match, 11 poäng (6 mål + 5 ass) sattes 25 februari 2001 mot Fornudden IB.
- Snabbaste hattrick, 1.07 min sattes 14 januari 2001 mot Balrog IK.
- 74 landskamper, 58 mål och 52 assist.[1]